# 兵庫県医師会
一般社団法人兵庫県医師会（ひょうごけんいしかい、英称 The Hyogo Pref. Medical Association）は、兵庫県の医師を会員とする法人。

## 本部所在地
- 兵庫県神戸市中央区磯上通6丁目1番11号

## 郡市医師会

### 神戸
- 神戸市医師会
- 神戸大学医師会
- 兵庫県庁医師会

### 阪神北
- 伊丹市医師会
- 川西市医師会
- 宝塚市医師会
- 三田市医師会

### 阪神南
- 尼崎市医師会
- 西宮市医師会
- 芦屋市医師会
- 兵庫医科大学医師会

### 丹波
- 丹波市医師会
- 篠山市医師会

### 北播磨
- 三木市医師会
- 小野市・加東市医師会
- 加西市医師会
- 西脇市多可郡医師会

### 東播磨
- 明石市医師会
- 加古川市加古郡医師会
- 高砂市医師会

### 中播磨
- 姫路市医師会
- 神崎郡医師会

### 西播磨
- たつの市・揖保郡医師会
- 佐用郡医師会
- 宍粟市医師会
- 相生市医師会
- 赤穂市医師会
- 赤穂郡医師会

### 但馬
- 朝来市医師会
- 養父市医師会
- 美方郡医師会
- 豊岡市医師会

### 淡路
- 洲本市医師会
- 淡路市医師会
- 南あわじ市医師会